# John Newport Langley
John Newport Langley (2 novembre 1852 – 5 novembre 1925) è stato un fisiologo britannico, pioniere nello studio di quella parte del sistema nervoso che, indipendentemente dalla volontà, regola le funzioni della vita vegetativa (respirazione, circolazione sanguigna, digestione, escrezione) e alla quale diede il nome, tuttora in uso, di sistema nervoso autonomo.
Egli ne studiò il percorso, partendo dal midollo spinale e dai suoi gangli.
Dal 1907 in poi, Langley eseguì ricerche sulle terminazioni nervose di vari tessuti organici; giunse alla conclusione che l'eccitazione di una cellula da parte di un'altra è dovuta alla presenza, nelle terminazioni nervose, di sostanze recettrici specifiche: in tal modo egli si collocava fra i fondatori della neurochimica, che negli ultimi anni ha preso grande sviluppo.
Dopo la prima guerra mondiale, Langley pubblicò la prima parte della sua opera maggiore "Il sistema nervoso autonomo" (1921), lanciata incompiuta alla sua morte.
Nel 1874, Langley si era laureato al Trinity College di Cambridge dove, nel 1903, fu chiamato alla cattedra di fisiologia che tenne fino alla sua scomparsa.